# Ckm wz. 25 Hotchkiss
La Ciężki Karabin maszynowy Hotchkiss wz. 25, en polonès Metralladora Pesant Hotchkiss Model 1925, era una variant de la metralladora pesant francesa Hotchkiss M1914, recalibrada per a disparar i usar la munició de 7,92 × 57 mm. Va participar en la Segona Guerra Mundial en el seu model polonès.

## Història
Cap a finals de 1924, els polonesos van fer una sèrie de modificacions al la versió original francesa (Hotchkiss M1914), i ràpidament la van posar en servei en l'Exèrcit Polonès (a l'Exèrcit Polonès de la Segona República). Per culpa de les ràpides modificacions, la metralladora va seguir amb el mateix canó, i el resultat va ser que l'arma es sobreescalfés amb facilitat i que no disposes de gaire precisió. Per tot això, l'arma es va retirar de les forces d'infanteria, i va ser relegada a les Korpus Ochrony Pogranicza (Forces de Defensa Fronterera poloneses) i a les unitats d'artilleria.
Algunes d'aquestes metralladores van rebre modificacions per a ser utilitzades com a arma principal en alguns vehicles blindats durant la dècada de 1930. Els carregadors d'aquestes metralladores podien ser o be d'una pinta de 30 cartutxos metàl·lica, o be d'una pinta de 120 cartutxos semi rígida.
Durant la invasió de Polònia en 1939 per part de tropes alemanyes i soviètiques, algunes de les metralladores poloneses wz. 25 van ser capturades per les forces alemanyes de la Wehrmacht, i van ser utilitzades sota la designació de 7,9mm sMG 238(p).